# Hugo Duchateau
Hugo Duchateau (Tienen, 27 september 1938) is een plastisch kunstenaar (schilder, tekenaar en bouwer van installaties), die woont en werkt in Sint-Truiden.

## Levensloop

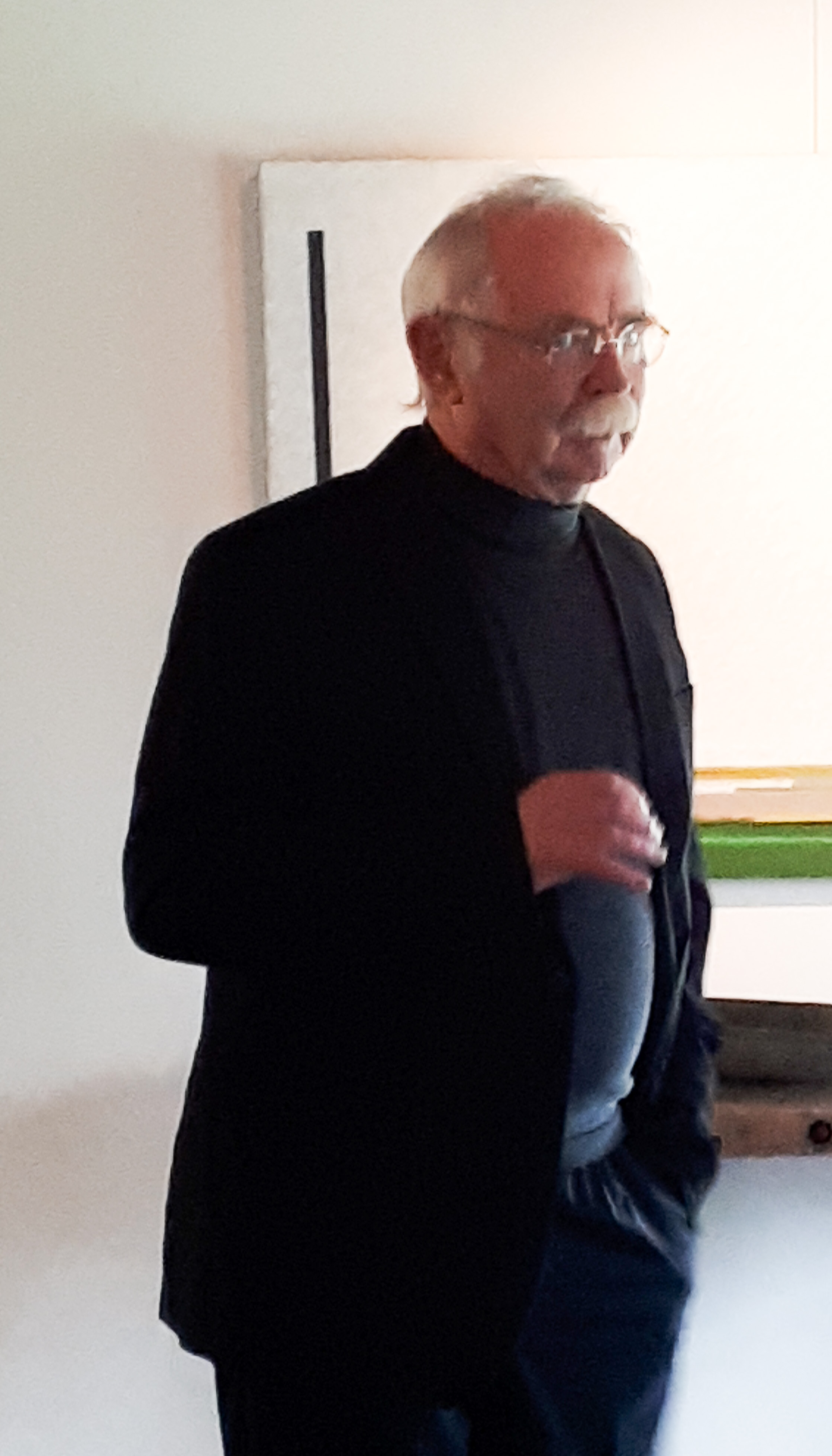
Hugo Duchateau, 2018

Hugo Duchateau studeerde af als glaskunstenaar aan het toenmalige Provinciaal Hoger Instituut voor Architectuur en Toegepaste Kunsten te Hasselt en deed stage bij glazenier Roger Daniëls. Van 1963 tot 1966 oefende hij het beroep uit van glazenier en nadien was hij leraar aan de Academie van Heusden-Zolder en Genk. Vanaf 1972 gaf hij opleiding grafische kunsten aan het Stedelijk Hoger Instituut voor Visuele Communicatie en Vormgeving te Genk.
De kunstenaar maakte naast Vincent Van den Meersch, Jos Jans, Hélène Keil, Dré Sprankenis en Jan Withofs deel uit van de in 1967 opgerichte Research Group. Deze kunstgroep zocht naar vernieuwing en legde de nadruk op creatief en kritisch zijn.
De kunstenaar ontving in 1967 de Prix de Rome, de zilveren medaille tijdens de "Europaprijs voor Schilderkunst" in 1973 te Oostende en meerdere keren de prijs van de Belgische Kunstcritici. Hij werd in 1983 geselecteerd om de Vlaamse Gemeenschap op de Biënnale van San Paulo te vertegenwoordigen. Een jaar later werd hem de "Prijs Beeldende Kunst" van de Vlaamse Deelregering en de "Provinciale Prijs van Limburg voor Plastische Kunsten" toegekend.
Hij nam deel aan individuele en groepstentoonstellingen, onder andere met de Research Group in binnen- en buitenland. Naast zijn beeldend werk maakt hij meer en meer installaties in de natuur of binnen.

Verschillende werken van de kunstenaar zijn te vinden in collecties van het SMAK te Gent, het MUHKA te Antwerpen en het PMMK te Oostende. Ook in het Vlaams Parlement, op de luchthaven van Zaventem en het Limburgs Provinciehuis staan er werken van de kunstenaar opgesteld of zijn verwerkt in het interieur. In het Openluchtmuseum te Bokrijk bevindt zich de installatie "Het Vreemde Bos".

## Tentoonstellingen en werken

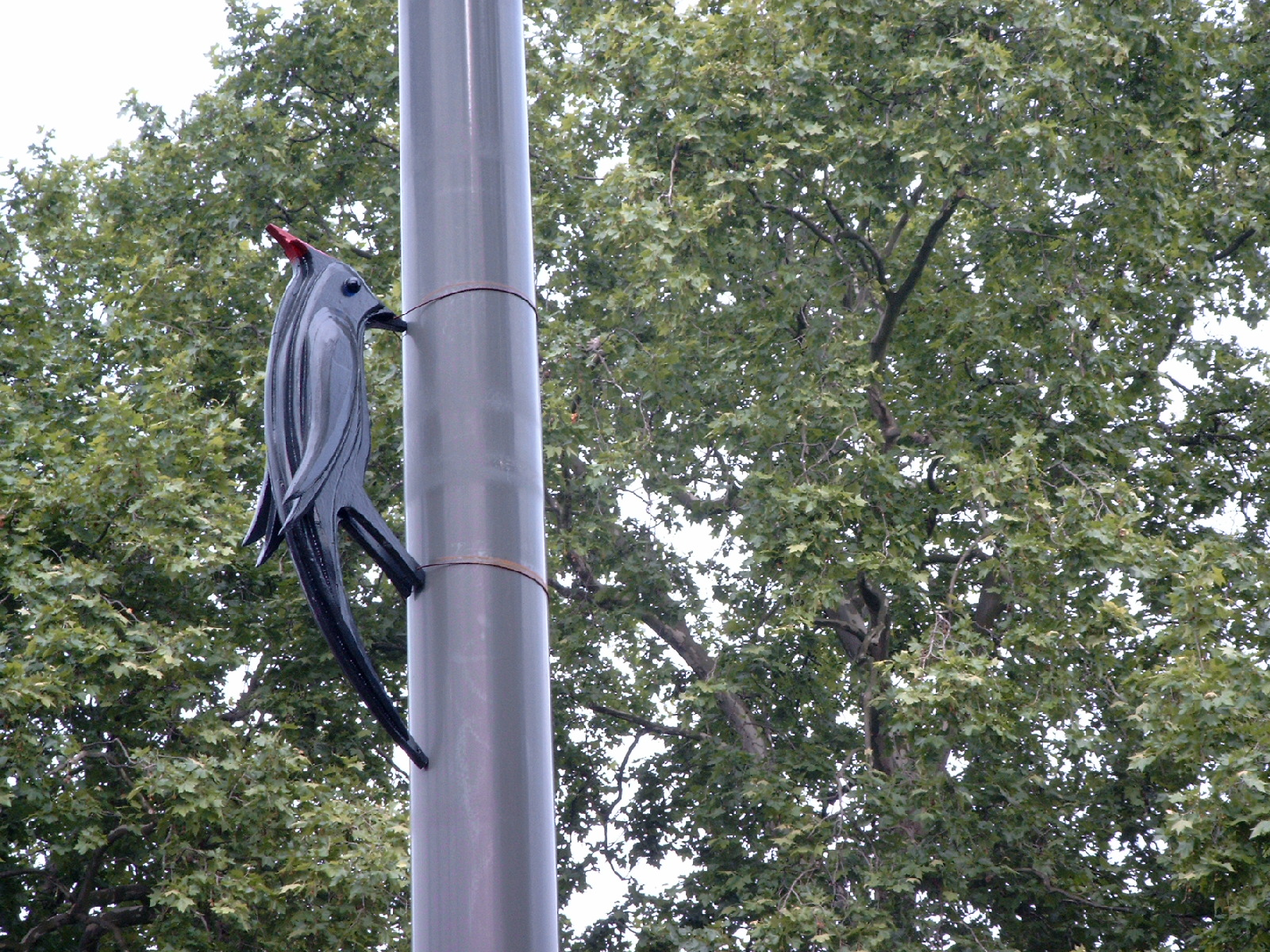
Specht van Hugo Duchateau te Hasselt

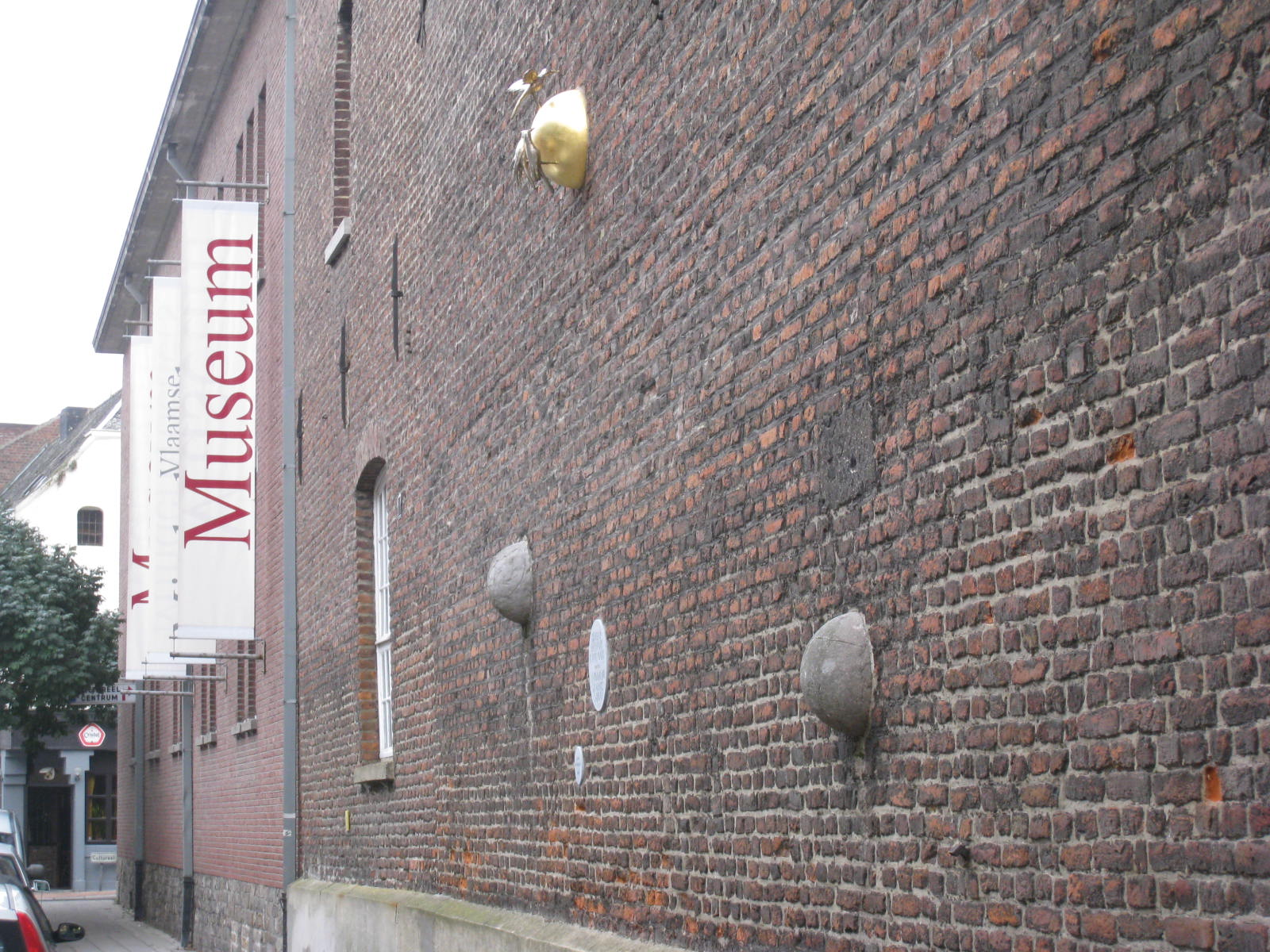
Bewaar het licht in mijn ogen, Franciscus, anders slaap ik de dood in, 2004

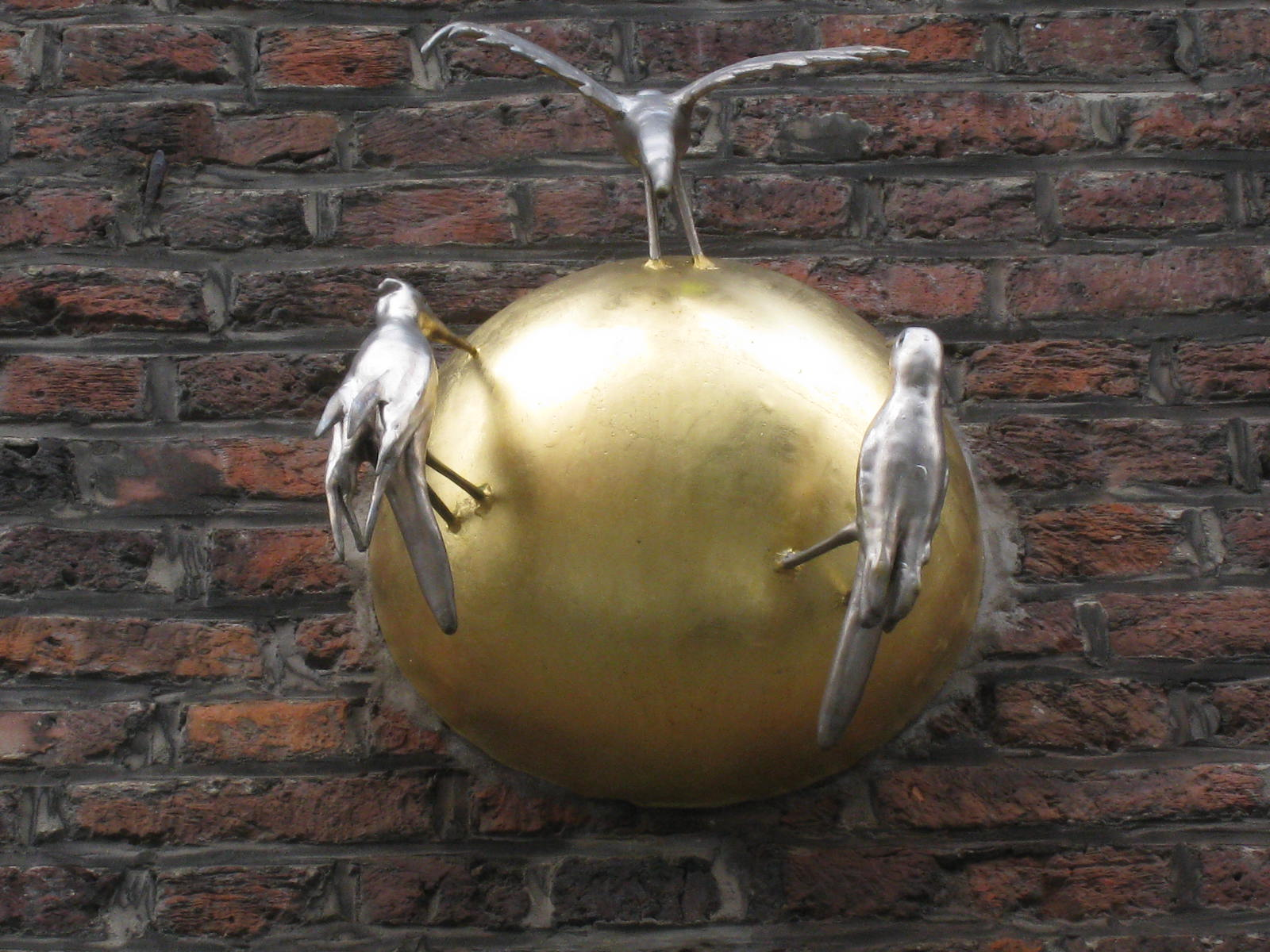
Detail installatie Hugo Duchateau, 2004

In 2004 realiseerde de kunstenaar een installatie in de Minderbroedersstraat te Sint-Truiden genoemd Bewaar het licht in mijn ogen, Franciscus, anders slaap ik de dood in.
In 2007 liepen er te Hasselt vier tentoonstellingen met recente tekeningen en installaties van Duchateau, in het Hasselts Cultuurcentrum, in de galerij van CIAP Hasselt, in het kunstencentrum Z33 en op de Groene Boulevard. Gestileerde spechten zijn terug te vinden in verschillende van zijn werken.
In 2008 maakte de kunstenaar in het begijnhof van Sint-Truiden een 20 m hoge installatie met aluminium ladders genoemd pinakel dit alles voor de tentoonstelling Mijn hof=begijnhof samen met zijn zoon cartoonist Kim Duchateau. Op de ladderconstructie zit een witte duif, die de Heilige Geest verbeeldt en pinakel verwijst in de religieuze bouwkunde naar een torenvormige versiering. De ladder is een dubbele metafoor: een instrument bij de fruitpluk en het streven om hogerop te geraken.